# Muroran

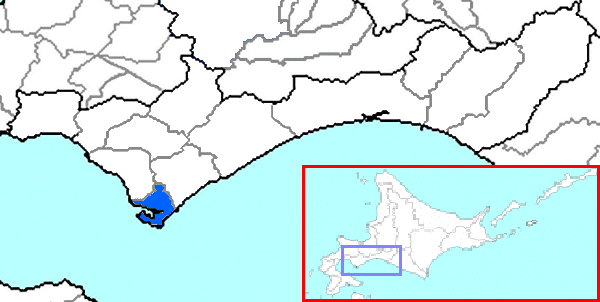

Muroran (室蘭市; -shi) é uma cidade e porto marítimo da subprovíncia de Iburi, na província de Hokkaido, no Japão.
Em 2003 a cidade tinha uma população estimada em 100 115 habitantes e uma densidade populacional de 1 241,51 h/km². Tem uma área total de 80,64 km².
Recebeu o estatuto de cidade a 1 de Agosto de 1922.

## Miradouros
Muroran tem oito locais privilegiados para a observação da paisagem, chamados de Muroran-Hakkei (室蘭八景); o mais famoso é Chikyu Misaki (地球岬; Cabo da Terra), com um farol branco e uma vista panorâmica  sobre o azul do mar. Vivem aí alguns casais de falcões.
A ponte Hakucho (em japonês: cisne) (白鳥大橋), sobre o porto de Muroran, é a maior ponte suspensa do Japão oriental.

## Educação
- Instituto de tecnologia de Muroran (universidade nacional);
- Colégio Bunka da universidade feminina júnior de Muroran.

## Cidades gémeas
- Shizuoka, Japão (desde 1976)
- Knoxville, EUA (desde 1991)
- Joetsu, Japão (desde 1995)

### Acordos de amizade
- Rizhao, China